# Brunskjorta

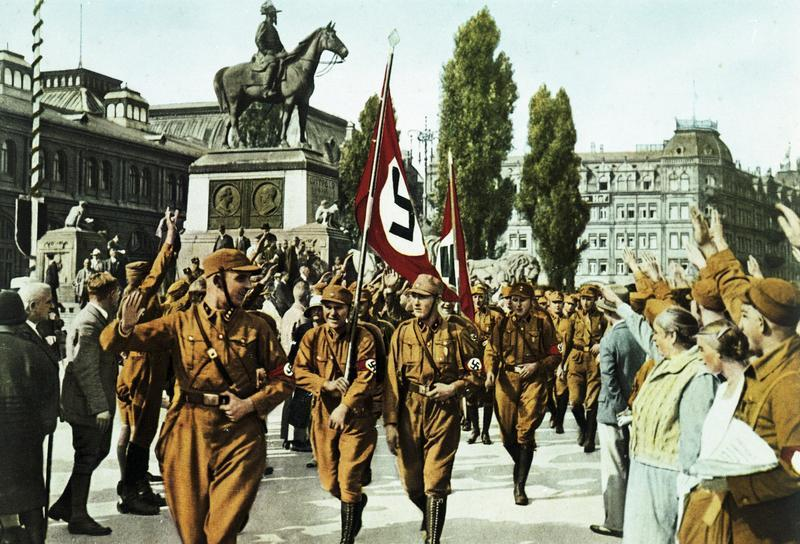
SA- trupper i Nürnberg, 1929.

Brunskjorta är ett öknamn på de tyska nationalsocialistiska SA-förbanden. Namnet syftade på uniformsskjortans färg. Efter första världskrigets och Versaillesfredens avveckling av de tyska besittningarna i andra världsdelar kom nazistpartiet över ett parti bruna uniformer, som tillhört de tyska styrkorna i Afrika.
Färgen brunt kom sedan att associeras med alla nazistiska och högerextrema grupper.